# Mirko Kos
Mirko Kos (* 12. April 1997) ist ein österreichischer Fußballspieler.

## Karriere
Kos begann seine Karriere beim ESV Mürzzuschlag. 2009 wechselte er in die Jugend der Kapfenberger SV. 2012 kam er in die Akademie des FK Austria Wien. Im April 2015 stand er gegen den SKU Amstetten erstmals im Kader der Amateure der Austria.
Sein Debüt in der Regionalliga gab er im Juni 2016, als er am 30. Spieltag der Saison 2015/16 gegen die SV Schwechat in der Startelf stand. In der Saison 2016/17 absolvierte Kos 16 Spiele für Austria II in der Regionalliga.
Im September 2017 stand er gegen die Union Vöcklamarkt erstmals im Kader Profis. Mit der Zweitmannschaft der Austria stieg er 2018 in die 2. Liga auf.
Im Juli 2018 debütierte er in der zweithöchsten Spielklasse, als er am ersten Spieltag der Saison 2018/19 gegen die Kapfenberger SV von Beginn an zum Einsatz kam.